# Don Swayze
Donald Carl Swayze (Houston, 10 agosto 1958) è un attore statunitense.

## Biografia
Don Swayze nasce a Houston, in Texas, terzo dei cinque figli di Jessie Wayne Swayze, ingegnere chimico e cowboy da rodeo, e di Patsy Yvonne Helen Karnes, coreografa e proprietaria di una scuola di ballo. È il fratello minore dell'attore Patrick Swayze.
Ha iniziato la sua carriera all'inizio degli anni ottanta, ha preso parte a numerose produzioni cinematografiche e televisive, sempre in ruoli minori o da caratterista, non raggiungendo mai la fama internazionale del fratello. Tra i suoi film si possono ricordare, I diffidenti, Incontri ravvicinati del quarto tipo, Costretto ad uccidere e molti altri. Tra le sue numerose apparizioni televisive, vi sono La signora in giallo, Avvocati a Los Angeles, NYPD Blue, Criminal Minds, X-Files e molte altre.
Tra il 2003 e il 2005 ottiene un ruolo ricorrente nella serie TV Carnivàle, mentre nel 2010 interpreta il lupo mannaro Gus nella terza stagione della serie televisiva True Blood. Attualmente ricopre il ruolo ricorrente di Shaw Roberts nella soap opera Febbre d'amore. Nel 2013 compare in tre episodi della serie televisiva The Bridge, nella parte di Tampa Tim.

## Filmografia parziale

### Cinema
- I diffidenti (Shy People), regia di Andrej Končalovskij (1987)
- W.A.R.: Women Against Rape, regia di Raphael Nussbaum (1987)
- Driving Force, regia di Andrew Prowse (1989)
- Weekend all'inferno (Trapper County War), regia di Worth Keeter (1989)
- Un conto da saldare (Payback), regia di Russell Solberg (1990)
- Senza respiro (Edge of Honor), regia di Michael Spence (1991)
- Incontri ravvicinati del quarto tipo (1993)
- Broken Trust, regia di Ralph E. Portillo (1993)
- Eye of the Stranger, regia di David Heavener (1993)
- Costretto a uccidere (Forced to Kill), regia di Russell Solberg (1994)
- Intrigo sensuale (The Other Man), regia di Jag Mundhra (1994)
- Pontiac Moon, regia di Peter Medak (1994)
- Digital Man, regia di Phillip J. Roth (1995)
- Squanderers, regia di John Sjogren (1996)
- Evasive Action, regia di Jerry P. Jacobs (1998)
- Profezie di morte (The Prophet's Game), regia di David Worth (2000)
- Obiettivo sopravvivere (Lady Jayne: Killer), regia di Mark L. Lester (2003)
- Knuckle Sandwich, regia di Ryan Miningham (2004)
- Waterborne, regia di Ben Rekhi (2005)
- L'ultimo messia (The Visitation), regia di Robby Henson (2006)
- Powder Blue, regia di Timothy Linh Bui (2009)
- Quit, regia di Dick Rude (2010)
- Lizzie, regia di David Dunn Jr. (2012)
- Dark Canyon (Ambush at Dark Canyon), regia di Dustin Rikert (2012)
- Heathens and Thieves, regia di Megan Peterson e John Douglas Sinclair (2012)
- The Appearing, regia di Daric Gates (2014)
- The Night Crew, regia di Christian Sesma (2015)
- Beneath the Leaves, regia di Adam Marino (2019)
- Blood Type, regia di Kevin Wayne (2019)
- On Swift Horses, regia di Daniel Minahan (2024)
- Honey Don't!, regia di Ethan Coen (2025)

### Televisione
- Hunter – serie TV, episodio 6x01 (1989)
- La signora in giallo (Murder, She Wrote) – serie TV, episodi 7x21-10x06 (1991-1993)
- Colombo (Columbo) – serie TV, episodio 10x05 (1992)
- Renegade – serie TV, episodi 1x11-2x03
- Walker Texas Ranger – serie TV, episodio 4x03
- Profiler - Intuizioni mortali (Profiler) – serie TV, 1 episodio (1999)
- X-Files (The X-Files) – serie TV, episodio 9x08 (2002)
- Carnivàle – serie TV (2003)
- Streghe (Charmed) – serie TV (2004)
- NCIS - Unità anticrimine (NCIS) – serie TV, episodi 2x03-19x08 (2004-2021)
- Cold Case - Delitti irrisolti (Cold Case) – serie TV, episodio 4x17 (2006)
- Criminal Minds – serie TV (2007)
- Hawaii Five-0 – serie TV, 1 episodio (2013)
- The Bridge – serie TV, 4 episodi (2013)
- Sons of Anarchy – serie TV, 1 episodio (2014)
- True Blood – serie TV (2019)
- American Horror Story – serie TV, 1 episodio (2019)
- Deadwood - Il film (Deadwood: The Movie), regia di Daniel Minahan – film TV (2019)
- Lucifer – serie TV, episodio 6x04 (2021)
- Magnum P.I. – serie TV, episodio 4x14 (2022)
- NCIS: Hawai'i – serie TV, episodio 2x04 (2022)

## Doppiaggio
- I Griffin (Patrick Swayze)

## Doppiatori italiani
Nelle versioni in italiano delle opere in cui ha recitato, Don Swayze è stato doppiato da:
- Maurizio Romano ne La signora in giallo (ep. 10x06)
- Christian Iansante in Profiler - Intuizioni mortali
- Paolo Marchese in X-Files
- Riccardo Rossi in Criminal Minds
- Gerolamo Alchieri in NCIS - Unità anticrimine (ep. 2x03)
- Stefano Alessandroni NCIS - Unità anticrimine (ep. 19x08)
- Massimo Pizzirani in CSI: Miami
- Roberto Draghetti in Cold Case - Delitti irrisolti
- Alessandro Ballico in CSI - Scena del crimine
- Mauro Magliozzi in Hawaii Five-0
- Stefano Thermes in The Bridge
- Alessandro Messina in Sons of Anarchy
- Mario Cordova in American Horror Story
- Luca Graziani in Deadwood - Il film
- Oliviero Cappellini in The Rookie
- Alberto Caneva in Magnum P.I.

Da doppiatore è stato sostituito da:
- Mario Cordova ne I Griffin